# Бернард Паркер
Бернард Мелвін Паркер (англ. Bernard Parker; нар. 16 березня 1986, Боксбург, ПАР) — південноафриканський футболіст, нападник «Кайзер Чифс» та національної збірної ПАР.

## Клубна кар'єра
Бернард Паркер виступав за місцеві дитячо-юнацькі команди своєї провінції, а згодом цього перспективного юнака запросили до відомої команди «Танда Роял Зулу», саме там цього перспективного гравця запримітили європейські скаути. І вже в посеред сезону 2008–2009 років Бернард пперебрався до Європи, до сербської «Црвени Звезди», але це була лише його транзитна команда. Тому сезон 2009—2010 Паркер в нідерландському «Твенте» здобуває золоті медалі чемпіонату Нідерландів.
Учасник фінальної частини 19-го Чемпіонату світу з футболу 2010 в Південно-Африканській Республіці, лідер й капітан команди тої епохи.

## Титули і досягнення
- Чемпіонат Нідерландів (1):

«Твенте»: 2009-10
- Володар Суперкубка Нідерландів (1):

«Твенте»: 2010